# Lamontgie
Lamontgie est une commune française, située dans le département du Puy-de-Dôme en région d'Auvergne-Rhône-Alpes.

## Géographie

### Localisation
Lamontgie est un chef-lieu de commune faisant partie de l'arrondissement d'Issoire, département du Puy-de-Dôme, en région Auvergne-Rhône-Alpes.
La commune de Lamontgie est située au sud-est de la ville d'Issoire, dans la Limagne du même nom, au pied des monts du Livradois et à quelque distance de la rivière Allier. Sur la commune, dans le petit village de Mailhat, se trouve l'une des plus étonnantes églises romanes du Puy-de-Dôme.

#### Villages
- Lamontgie

Formes anciennes en ancien occitan : montgia, mongia, mongie, La monge, La mongie, La montgie

Situation géographique : chef-lieu de la commune.
- Mailhat

Formes anciennes : Maxliacum, Maislac, Malhac, Malhat, Maillat.

Situation géographique : Mailhat est un village de la commune de Lamontgie, situé à environ 2 kilomètres à l'ouest du chef-lieu.

Histoire : Mailhat fut chef-lieu de paroisse jusqu'à la période révolutionnaire. L'ancienne paroisse de Mailhat correspondait à la commune actuelle de Lamontgie.
À la création des communes, à la suite de la Révolution de 1789, le bourg de Lamontgie fut désigné chef-lieu de commune, aux dépens du village de Mailhat.
- Circoux

Formes anciennes : Circum, Circon, Circou.

Situation géographique : Circoux est un village de la commune de Lamontgie, situé à environ 1 kilomètre au sud-ouest du chef-lieu.
- Le Terrail

Formes anciennes : Le Teralh, Le Terail.

Situation géographique : Le Terrail est un village de la commune de Lamontgie, situé à environ 0,5 kilomètre au sud-ouest du chef-lieu.
- La Palotie

Formes anciennes : La Palotye, La Pallotie, La Paloutye, La Paloty.

Situation géographique : Bâtiment isolé situé à environ 1 kilomètre à l'ouest du chef-lieu de commune, à mi-chemin entre Lamontgie et Mailhat.

Histoire : Il ne subsiste plus aujourd'hui qu'un unique bâtiment du village de La Palotie. Pourtant ce hameau comportait encore une dizaine de bâtiments (maisons, granges, colombiers...) à l'époque de la confection du cadastre dit « napoléonien » (1832). Les derniers habitants du village sont décédés au tout début du XXe siècle.
Le lieu de La Palotie fut le siège d'un fief qui appartenait à une branche de la famille Morel de La Colombe de La Chapelle (du XVIIe à la fin du XVIIIe siècle).
|                    | Saint-Martin-des-Plains | Bansat                |
| Nonette-Orsonnette | Lamontgie               | La Chapelle-sur-Usson |
|                    | Auzat-la-Combelle       | Esteil                |

### Climat
Pour des articles plus généraux, voir Climat d'Auvergne-Rhône-Alpes et Climat du Puy-de-Dôme.
En 2010, le climat de la commune est de type climat océanique dégradé des plaines du Centre et du Nord, selon une étude du Centre national de la recherche scientifique s'appuyant sur une série de données couvrant la période 1971-2000. En 2020, Météo-France publie une typologie des climats de la France métropolitaine dans laquelle la commune est exposée à un climat de montagne ou de marges de montagne et est dans la région climatique  Nord-est du Massif Central, caractérisée par une pluviométrie annuelle de 800 à 1 200 mm, bien répartie dans l’année. 
Pour la période 1971-2000, la température annuelle moyenne est de 10,7 °C, avec une amplitude thermique annuelle de 16,9 °C. Le cumul annuel moyen de précipitations est de 633 mm, avec 8 jours de précipitations en janvier et 7,2 jours en juillet. Pour la période 1991-2020, la température moyenne annuelle observée sur la station météorologique de Météo-France la plus proche, « Issoire », sur la commune d'Issoire à 10 km à vol d'oiseau, est de 12,0 °C et le cumul annuel moyen de précipitations est de 610,7 mm,. Pour l'avenir, les paramètres climatiques de la commune estimés pour 2050 selon différents scénarios d'émission de gaz à effet de serre sont consultables sur un site dédié publié par Météo-France en novembre 2022.

## Urbanisme

### Typologie
Au 1er janvier 2024, Lamontgie est catégorisée commune rurale à habitat dispersé, selon la nouvelle grille communale de densité à sept niveaux définie par l'Insee en 2022.
Elle est située hors unité urbaine. Par ailleurs la commune fait partie de l'aire d'attraction d'Issoire, dont elle est une commune de la couronne,. Cette aire, qui regroupe 53 communes, est catégorisée dans les aires de moins de 50 000 habitants,.

### Occupation des sols
L'occupation des sols de la commune, telle qu'elle ressort de la base de données européenne d’occupation biophysique des sols Corine Land Cover (CLC), est marquée par l'importance des territoires agricoles (69,3 % en 2018), en diminution par rapport à 1990 (78 %). La répartition détaillée en 2018 est la suivante : 
terres arables (63,8 %), forêts (17 %), milieux à végétation arbustive et/ou herbacée (7,4 %), zones urbanisées (6,3 %), zones agricoles hétérogènes (4 %), prairies (1,5 %). L'évolution de l’occupation des sols de la commune et de ses infrastructures peut être observée sur les différentes représentations cartographiques du territoire : la carte de Cassini (XVIIIe siècle), la carte d'état-major (1820-1866) et les cartes ou photos aériennes de l'IGN pour la période actuelle (1950 à aujourd'hui).

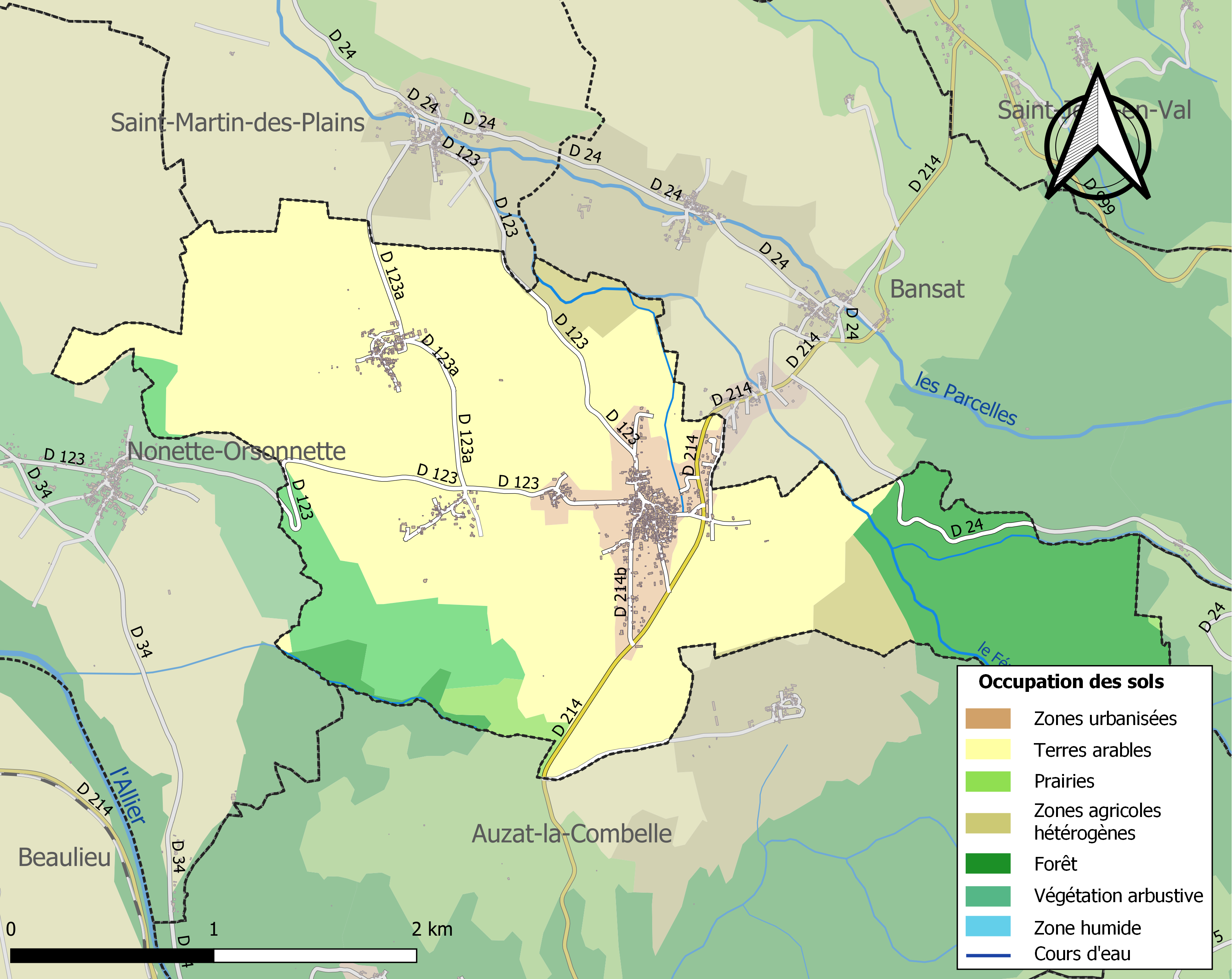
Carte des infrastructures et de l'occupation des sols de la commune en 2018 (CLC).

## Histoire
Située à la jonction entre les montagnes du Livradois et la plaine d'Issoire, Lamontgie fut jusqu’à la fin du XIXe siècle un important lieu d’échanges agricoles. Au plus fort de son influence commerciale sur la région, dans la première moitié du XIXe siècle, Lamontgie comptait pas moins de 13 foires annuelles.

### Fort de Lamontgie
Lamontgie a possédé un fort villageois à l'emplacement actuel du quartier du Fort. Ce fort représentait un rectangle régulier, de 80 m de long, du nord au sud, sur 50 m de large, d'est en ouest. Celui-ci était flanqué d'une tour à chacun de ses angles. Ces tours ont aujourd'hui toutes disparu, la plus imposante se situait sur la place du village et fut détruite en 1886 afin d'agrandir le foirail. La dernière d'entre elles fut démantelée au tout début du XXe siècle, à la suite de l'élargissement de la route menant au village du Terrail.
Ces fortifications ont été édifiées par les habitants de Lamontgie à l'époque troublée des guerres de religion « pour la conservation de leurs personnes et biens contre les troubles et ravaiges ordineres », à partir de 1589. Construites alors dans l'urgence et sans autorisation seigneuriale, ce n'est que quelques années plus tard que le roi Henri IV leur permit de les conserver par lettre patente datée de Lyon, au mois de septembre 1595.

### Église de Mailhat
Paroissiale jusqu'à la Révolution, l'église Notre-Dame de Mailhat fut construite à la fin du XIIe siècle par une école auvergnate ayant subi une influence languedocienne.

## Héraldique
| Blason de Lamontgie | Blason  | Coupé voûté, au premier d'or à une feuille de platane de sinople accostée à dextre d'une crosse d'azur posée en bande et à senestre d'un caducée du même posé en barre, au second de sinople à une porte fortifiée et crénelée d'argent maçonnée de sable en pointe surmontée d'une fleur de lys d'or. |
| Blason de Lamontgie | Détails | Le statut officiel du blason reste à déterminer. |

## Politique et administration

### Les maires
- [1790 - 1797] Jozancy Étienne - premier maire
- [1797 - 1809] Veyrières Antoine-Désiré
- [1809 - 1812] Grenier Pierre
- [1812 - 1818] Chevans François
- [1818 - 1822] Berard Jean
- [1822 - 1831] Veyrières Antoine-Désiré
- [1831 - 1848] Chevans Guillaume Auguste
- [1848 - 1851] Augier-Delanef Jean
- [1851 - 1871] Augier Antoine-Désiré
- [1871 - 1874] Voisset-Planche Louis
- [1874 - 1875] Jozancy-Augier N...
- [1875 - 1877] Rapari-Azan N...
- [1877 - 1878] Souligoux François
- [1878 - 1886] Delanef François
- [1886 - 1888] Souligoux François
- [1888 - 1902] Delanef-Bost Jean-Baptiste
- de   ?  1971  Faure Antoine
- 1971 1973     Roussat Raymond
- 1973 -1976    Gautau Jules
- 1976-2008     Jarlier Georges
- 2008- 2014   Chaput  Léon

- depuis 2014 : Mme Nadine Herbst[14] (réélue en 2020)[15]

### Les notaires
Voici la liste des notaires qui ont officié sur le territoire de la commune de Lamontgie. On peut remarquer qu'à partir du milieu du XVIIe siècle, l'implantation des offices notariales se fait à Lamontgie, au détriment du village de Mailhat. 
- [fin XVIe siècle] Puel Bonnet - La Palautie. Les minutes de ce notaire ont disparu, mais il est cosignataire d'actes de la fin du XVIe siècle avec Me. Martin Chastagnier, en particulier les actes fondateurs du fort de Lamontgie.
- [1584 - 1616] Chastagnier Martin - Mailhat. Vraisemblablement originaire de la paroisse de Nonette. Marié à H.F. Anna Desoches, il décéda entre 1616 et 1626.
- [1587 - 1627] Desoches Antoine - Mailhat. Vraisemblablement originaire de la paroisse de Mailhat, la famille Desoches étant une très ancienne famille du lieu, mentionnée dans les registres paroissiaux dès 1574. Marié à H.F. Gasparde de St Purgent, il testa le 5 avril 1615 (Not. Chastagnier Martin), mais décéda après 1627.

- [1592 - 1633] Berard Jean - Mailhat
- [1619 - 1640] Chastagnier Jacques - Mailhat
- [1629 - 1652] Desoches François - Mailhat
- [1638 - 1645] Berard François - Mailhat
- [1641 - 1660] Fauchier Berard - Lamontgie
- [1653 - 1655] Desoches Jean - Mailhat
- [1658 - 1674] Bonneton Laurent - Lamontgie
- [1658 - 1701] Fauchier Antoine - Lamontgie
- [1662 - 1678] Desoches Jean - Mailhat
- [1669 - 1701] Berard François - Lamontgie
- [1701 - 1711] Fauchier Antoine (autre) - Lamontgie
- [1701 - 1723] Berard Laurent - Lamontgie
- [1722 - 1760] Fonghasse Joseph - Mailhat
- [1758 - 1786] Deltour François - Lamontgie
- [1760 - 1763] Cothon Antoine - Mailhat
- [1774 - 1781] Dumas Jean Mathias - Lamontgie
- [1781 - An XII] Cothon Antoine - Lamontgie
- [1787 - An X] Grenier Pierre - Lamontgie
- [1792 - 1823] Grenier François - Lamontgie
- [1806 - 1837] Veyrières Antoine-Désiré - Lamontgie
- [1823 - 1839] Vidal - Lamontgie
- [1837 - 1858] Veyrières Pierre - Lamontgie
- [1839 - 1850] Berthelaye - Lamontgie
- [1850 - 1898] Chomette-Chevans - Lamontgie
- [1898 - 1902] Bourleyre-Chouvet - Lamontgie
- [1902] Fournier - Lamontgie

### Les curés
Voici la liste des curés qui se sont succédé à la tête de la paroisse de Mailhat (jusqu'à la période révolutionnaire), puis de Lamontgie ensuite.
Grâce aux sources paroissiales et notariales, nous avons pu reconstituer sans lacunes la chronologie de tous les curés successifs depuis la fin du XVIe siècle jusqu'à la fin du XXe siècle. 
- [1401] Pierre Bessede  - "Dominus Petrus Besseda Curatis Malliaci"
- [... - 1562] François de La Chapelle (Messire).
- [1562 - 1570] Annet Astier (Messire). Mis en possession de la cure le 19.04.1562.
- [1584 - 1593] Jehan Ollier (Messire). Fut par la suite curé de Saint-Martin-des-Plains puis d'Orsonnette à partir de 1604.
- [1593 - 1598] Jehan Bardy (Messire). Celui-ci est à l'origine de la construction du fort de Lamontgie. Alors prêtre de la paroisse de Mailhat, en 1589, il offre aux habitants du village de Lamontgie des bâtiments situés au quartier de la Pelisse afin de bâtir le fort.
- [1598 - 1625] Estienne Gymel (Messire). "Maître ès-arts, docteur en décrets". Décédé avant le 07.09.1625.
- [1625 - 1648] Jean Chevans (Messire). Nommé à la cure de Mailhat le 15.09.1625. Il fut l'initiateur de la construction d'une chapelle à Lamontgie en 1644[16]. Celle-ci fut bénie par Mre. Jacques de Bourdelles, sieur du Pouget, chanoine-comte de Brioude, et la sainte Messe y fut célébrée le 6 mai 1648[17]. Il décède avant le 16 mai 1648 (date de la nomination de son successeur, autre Jean Chevans), soit moins de 10 jours après la bénédiction de la chapelle. Il restera le grand artisan de l'installation d'un lieu de culte à Lamontgie.
- [1648 - 1687] Jean Chevans (autre) (Messire). Prise de possession de la cure le 29.05.1648. Décédé à Mailhat le 27.09.1687.
- [1687 - 1688] Maurice Cuel (Messire). Nommé par le prieur de Sauxillanges alors que Mre. Guilhaume Chevans est nommé dans le même temps par le pape.
- [1688 - 1712] Guilhaume Chevans (Messire). Mis en possession de la cure le 16.01.1688. Décédé le 01.06.1712 à Mailhat, "âgé d'entour 67 ans".
- [1712 - 1726] Noël Roussel (Messire). "Bachelier de l'université de Valence". Originaire de la paroisse de Saint-Germain-L'Herm, il est mis en possession de la cure le 13.06.1712. Décédé à Mailhat le 28.09.1726.
- [1726 - 1758] Antoine Maucour (Sieur). Prêtre de la paroisse d'Orbeil, il fut mis en possession de la cure de Mailhat le 05.10.1726. Décédé à Mailhat le 31.07.1758, il fut enterré dans l'église.
- [1758 - 1766] Jean-Joseph Flouvat (Sieur). "Docteur en théologie, de l'université de Paris". Prise de possession de la cure avant le 12.10.1758, et permutation de bénéfice avec Mre. Foulhoux le 21.10.1766.
- [1766] Jean Foulhoux (Sieur). Chanoine de Notre-Dame-du-Port, il est mis en possession de la cure le 21.10.1766. Décédé un mois plus tard "noyé dans la rivière d'Allier", vers le 20.11.1766.
- [1766 - 1774] Léger Bernard (Sieur). Nommé à la cure le 27.11.1766, et prise de possession le 02.12.1766. Décédé le 28.05.1774 et enterré dans la nef de l'église de Mailhat.
- [1774 - 1782] Pierre-Alexandre Torilhon (Sieur). "Maître ès-arts, bachelier en théologie de l'université de Valence". Acte de nomination à la cure du 29.05.1774, et prise de possession du 12.07.1774. Décédé à Mailhat le 20.02.1782.
- [1782 - 1792] Annet-charles de Bourdeilles (Sieur). "Docteur en théologie". Originaire de la paroisse d'Antoing, il prit possession de la cure le 28.02.1782. Membre pour le clergé de l'assemblée de l'Élection d'Issoire en 1787.
- [1792 - an II] Pierre Pradier. Élu en 1792 desservant constitutionnel de Lamontgie. Abdiqua le 5 frimaire an II, fut arrêté peu après et emprisonné à Issoire.
- [AnII - AnXI] Période trouble pendant laquelle il semblerait que le Curé de Bourdeilles "ci-devant curé, refuse d'abandonner la paroisse à son successeur"[18].
- [AnXI - 1820] Romeuf Guillaume. Originaire de Royat, il fut dans un premier temps vicaire à Opme et au Saulzet. Nommé à la cure de Lamontgie en 1803, il y demeura jusqu'à sa mort, le 19.04.1820.
- [1820 - 1821] Chabrol Antoine. Originaire d'Aulhat, il fut prêtre puis curé de Flat (1793 à 1802) puis curé d'Orbeil (1805 à 1818). Il resta curé de Lamontgie moins d'une année, de mai 1820 à sa mort, le 15.03.1821.
- [1821 - 1844] Gilbert Dousse. Originaire de Riom, il fut curé à Lamontgie de mars 1821 à sa mort, le 12.01.1844.
- [1844 - 1877] Jean-Félix Roche. Fondateur de la congrégation des religieuses de Notre-Dame de Lamontgie. Originaire de Saint-Étienne-sur-Usson, il officia à Lamontgie du 01.02.1844 à sa mort, le 11.10.1877. En reconnaissance des bienfaits du curé Roche, les habitants lui ont érigé un monument à son honneur, monument que l'on retrouve dans le cimetière actuel à droite de l'entrée.
- [1877 - 1901] Benoit Vernet. Procura  à Lamontgie les 'petites sœurs garde-malades'. Malade à partir de 1900, il fut suppléé par le vicaire Béal.
- [1901 - 1909] Pierre Ollier.
- [1909 - 1913] Antoine Roussel. Vicaire de Pont-du-Château avant 1906, il y retourna après son passage à Lamontgie.
- [1913 - 1928] François Rigaud.
- [1928 - 1934] Benoit Robert.
- [1934 - 1941] Marcel Maigne.
- [1941 - 1944] François Porte.
- [1944 - 1976] Léon Bréart. Enterré dans le cimetière de Mailhat, il fut le dernier curé résidant de Lamontgie. Ensuite la paroisse est desservie par des prêtres.

## Population et société

### Démographie
L'évolution du nombre d'habitants est connue à travers les recensements de la population effectués dans la commune depuis 1793. Pour les communes de moins de 10 000 habitants, une enquête de recensement portant sur toute la population est réalisée tous les cinq ans, les populations de référence des années intermédiaires étant quant à elles estimées par interpolation ou extrapolation. Pour la commune, le premier recensement exhaustif entrant dans le cadre du nouveau dispositif a été réalisé en 2006.

En 2022, la commune comptait 646 habitants, en évolution de −0,92 % par rapport à 2016 (Puy-de-Dôme : +2,1 %, France hors Mayotte : +2,11 %).
| 1793  | 1800  | 1806  | 1821 | 1831  | 1836  | 1841  | 1846  | 1851  |
| ----- | ----- | ----- | ---- | ----- | ----- | ----- | ----- | ----- |
| 1 142 | 1 002 | 1 170 | 837  | 1 245 | 1 246 | 1 194 | 1 049 | 1 065 |

| 1856  | 1861 | 1866  | 1872  | 1876  | 1881  | 1886  | 1891  | 1896  |
| ----- | ---- | ----- | ----- | ----- | ----- | ----- | ----- | ----- |
| 1 012 | 974  | 1 042 | 1 118 | 1 143 | 1 178 | 1 189 | 1 179 | 1 151 |

| 1901  | 1906  | 1911 | 1921 | 1926 | 1931 | 1936 | 1946 | 1954 |
| ----- | ----- | ---- | ---- | ---- | ---- | ---- | ---- | ---- |
| 1 079 | 1 013 | 931  | 746  | 713  | 656  | 656  | 620  | 579  |

| 1962 | 1968 | 1975 | 1982 | 1990 | 1999 | 2006 | 2011 | 2016 |
| ---- | ---- | ---- | ---- | ---- | ---- | ---- | ---- | ---- |
| 557  | 545  | 437  | 405  | 394  | 496  | 543  | 603  | 652  |

| 2021 | 2022 | - | - | - | - | - | - | - |
| ---- | ---- | - | - | - | - | - | - | - |
| 644  | 646  | - | - | - | - | - | - | - |

## Culture locale et patrimoine

### Lieux et monuments
- Église Notre-Dame de Mailhat

Bien que de taille modeste, l'église de Mailhat, ancienne chapelle du prieuré clunisien de Sauxillanges possède un programme sculpté qui n'a rien à envier à ceux des églises majeures de Basse-Auvergne.
Doté d'une nef unique, d'un chœur à plan tréflé et d'un narthex typiquement auvergnats, cet édifice a subi quelques aménagements au XIVe siècle : l'abside fut surélevée de plusieurs mètres pour recevoir une pièce fortifiée. Cette abside, de forme polygonale, adopte une structure architecturale fréquemment employée dans certaines églises de la région, comme à Auzon pour la collégiale Saint-Laurent.
Outre son architecture caractéristique de la région, le monument offre un portail sud exceptionnel : des voussures en plein cintre reposent sur un alignement de colonnettes à chapiteaux, dont certaines, en marbre bleu, sont des remplois d'époque Gaule romaine|gallo-romaine.
Les sculptures sur les piédroits représentent des poissons, une femme aux seins mordus par des serpents, des personnages accroupis. Luxure, avarice, vices semblent envahir l'extérieur du monument, s'appropriant également les nombreux modillons aux faces simiesques troublantes.
À l'intérieur, des anges, des hommes barbus, accroupis, accaparent les chapiteaux. À des Atlantes répondent des sirènes à queue bifide ; une chouette engloutit une tortue...
Chaque année la procession du 15 août se déroule à Mailhat. La Vierge romane est portée en procession dans les ruelles.
- Église de Lamontgie

L'église de Lamontgie est l'héritière d'une chapelle qui fut édifiée à cet emplacement en 1644, et bénie en 1648, sous l'impulsion de la communauté villageoise du bourg de Lamontgie et le financement de messire Jean Chevans, alors curé de Mailhat[réf. souhaitée]. Elle fut fortement remaniée dans le courant du XIXe siècle sous l'impulsion de l'abbé Roche. Le cimetière qui se trouvait devant l'entrée principale de l'église, fut déplacé en 1902 à l'écart du village à son emplacement actuel.

### Personnalités liées à la commune
- Antoine Bergier

Né à Circoux le 13 décembre 1742, fils d'Antoine-Pierre Bergier, marchand, et de Catherine Pulbi. Il est décédé à Clermont-Ferrand à 84 ans, le 23 décembre 1826.
Avocat et jurisconsulte, il occupait les fonctions d'échevin et de procureur du Roi, lorsque la Révolution éclata. Il fut nommé juge de paix en 1789 et le 24 vendémiaire an IV élu député du Puy-de-Dôme au Conseil des Cinq-Cents. Adhérent au coup d'État du 18 brumaire il fut réélu représentant du Puy-de-Dôme au Corps législatif le 4 nivôse an VII (25 décembre 1798). Il fut maire(1) de Clermont-Ferrand en 1795 pour une durée de quatre mois. 

Auteur reconnu de divers ouvrages juridiques de référence.

(1) Antoine Bergier fut le 6e maire de la ville de Clermont-Ferrand ; Gaultier de Biauzat en fut le premier maire en 1790 et 1791.
- Jean dit Félix Roche (Abbé)

Né à Saint-Étienne-sur-Usson le 7 nivôse an XIV, fils de Guillaume Roche (maire durant 50 ans de Saint-Étienne-Usson) et de Gabrielle Bardy (élevée chez les dames religieuses de Fontevrault à Sainte-Florine). Il fut ordonné prêtre au grand séminaire de Clermont-Ferrand. Après quelques années de vicariat, il fut nommé curé de Lamontgie le 1er février 1844. Malgré l'agitation de la révolution de 1848, il sut maintenir l'harmonie autour de lui, ce qui lui permit d'initier la restauration de l'église, la construction du clocher et d'un nouveau presbytère. Il fonda en 1850 la congrégation des religieuses de Lamontgie, qui devint par la suite l'ordre des sœurs de Notre-Dame de Chamalières. L'abbé Roche s'attacha tellement à sa paroisse, qu'il refusa tous les postes qui lui furent offerts. Il mourut à Lamontgie le 11 novembre 1877, et fut, selon son désir, inhumé dans le cimetière de la paroisse. En reconnaissance de ses bienfaits, les habitants de Lamontgie lui ont érigé un monument sur sa tombe.(1)

(1) Tiré de 'Généalogie de la famille Bardy', Riom 1895.
- Annet Desoches (Maître)

Originaire de Mailhat, né dans la première moitié du XVIe siècle, il s'exila à Genève. Alors ministre protestant, il fut envoyé à Issoire en 1559 à la demande de la communauté de la religion réformée(1). L'exercice de la nouvelle religion étant interdite par édit royal, celui-ci prêcha de nuit dans les caves issoiriennes. Rapidement il fut recherché, pris et emprisonné dans l'abbaye(2). La veille de la Toussaint 1559, « ceux de la religion » menèrent une expédition pour le libérer, qui échoua. On accéléra le jugement de maître Annet Desoches, qui fut pendu au milieu de la place, sa tête fut mise en haut d'une lance, sur la porte du pont.

(1) Tiré des 'Annales de la ville d'Issoire'. Manuscrit inédit sur l'histoire des guerres religieuses en Auvergne aux XVIe et XVIIe siècles.
(2) Alors prison de la ville.